# 鈴木陽成
鈴木 陽成（すずき ひなせ、2004年12月22日 - ）は、秋田県秋田市出身のプロサッカー選手。Jリーグ・ブラウブリッツ秋田所属。ポジションはミッドフィールダー。
切れ味抜群のドリブルが持ち味のサイドハーフ。

## 来歴
ブラウブリッツ秋田U-18在籍中の2022年、2種登録選手としてトップチームに登録された。6月1日、天皇杯2回戦の東京ヴェルディ戦で途中出場し、同じくU-18所属の佐藤旺雅、大友侑也、岸部倖と共にトップチームデビューを果たした。2023年トップチームに昇格、トラップの位置や足首の向きなど、細かい部分の精度にアマチュアとの差を感じている。2023年2月1日の新潟との練習試合でアシストを記録して勝利し、他のトレーニングマッチでは1ゴールした。
2024年5月14日、東北社会人サッカーリーグ1部のみちのく仙台FCへの育成型期限付き移籍が発表された。
2025年はブラウブリッツ秋田へ復帰した

## 所属クラブ
- 寺内ブルーウィングスサッカースポーツ少年団 (秋田市立寺内小学校)[10]
- ブラウブリッツ秋田U-15 (秋田市立泉中学校)[11]
- ブラウブリッツ秋田U-18 (秋田商業高校)
  - 2022年  ブラウブリッツ秋田（2種登録選手）
- 2023年 -  ブラウブリッツ秋田
  - 2024年5月 - 12月  みちのく仙台FC（育成型期限付き移籍）

## 個人成績
| 国内大会個人成績 | 国内大会個人成績 | 国内大会個人成績 | 国内大会個人成績 | 国内大会個人成績 | 国内大会個人成績 | 国内大会個人成績 | 国内大会個人成績 | 国内大会個人成績 | 国内大会個人成績 | 国内大会個人成績 | 国内大会個人成績 |
| 年度             | クラブ           | 背番号           | リーグ           | リーグ戦         | リーグ戦         | リーグ杯         | リーグ杯         | オープン杯       | オープン杯       | 期間通算         | 期間通算         |
| 年度             | クラブ           | 背番号           | リーグ           | 出場             | 得点             | 出場             | 得点             | 出場             | 得点             | 出場             | 得点             |
| 日本             | 日本             | 日本             | 日本             | リーグ戦         | リーグ戦         | リーグ杯         | リーグ杯         | 天皇杯           | 天皇杯           | 期間通算         | 期間通算         |
| ---------------- | ---------------- | ---------------- | ---------------- | ---------------- | ---------------- | ---------------- | ---------------- | ---------------- | ---------------- | ---------------- | ---------------- |
| 2022             | 秋田             | 45               | J2               | 0                | 0                | -                | -                | 1                | 0                | 1                | 0                |
| 2023             | 秋田             | 45               | J2               | 0                | 0                | -                | -                | 0                | 0                | 0                | 0                |
| 2024             | 秋田             | 45               | J2               | 0                | 0                | 0                | 0                | -                | -                | 0                | 0                |
| 2024             | M仙台            | 27               | 東北1部          | 12               | 4                | -                | -                | -                | -                | 12               | 4                |
| 2025             | 秋田             | 45               | J2               |                  |                  |                  |                  |                  |                  |                  |                  |
| 通算             | 日本             | 日本             | J2               | 0                | 0                | 0                | 0                | 1                | 0                | 1                | 0                |
| 通算             | 日本             | 日本             | 東北1部          | 12               | 4                | -                | -                | -                | -                | 12               | 4                |
| 総通算           | 総通算           | 総通算           | 総通算           | 12               | 4                | 0                | 0                | 1                | 0                | 13               | 4                |

- 2022年は2種登録選手

## トリヴィア・人物
- 2016年のブラウブリッツ秋田の試合で、山田尚幸のエスコートキッズを務めた[12]。